# Dakota Północna
Dakota Północna (ang. North Dakota, wymowa:/ˌnɔrθ dəˈkoʊtə/ⓘ) – stan na północy Stanów Zjednoczonych, leżący w regionie Midwest, na obszarze Wielkich Równin. Nazwa stanu pochodzi od słowa Indian Siuksów (nazywanych także Dakotami) oznaczającego „przyjaciela”.
Od zachodu graniczy z Montaną, od południa z Dakotą Południową, od wschodu z Minnesotą, a od północy z kanadyjską prowincją Manitoba. Rzeźba terenu jest na ogół wyżynna. Dakota Północna jest uważana za najbardziej wiejski stan USA, ponieważ około 90% jej gruntów jest wykorzystywanych w celach rolniczych.
Pierwotnie obszar ten był zamieszkany przez plemiona Indian Wielkich Równin, Mandanów, Hidatsów i Arikara. Dziś jest domem dla pięciu plemion uznanych przez władze federalne, z których największymi są Czipewejowie i Dakotowie. Społeczności indiańskie stanowią 5% populacji stanu.
Stan ma jeden z najwyższych odsetków osób pochodzenia niemieckiego (35,1%), norweskiego (21,4%) i innego skandynawskiego. Przy czym osoby pochodzenia niemieckiego i norweskiego stanowią łącznie ponad połowę populacji.
Stolicą stanu jest miasto Bismarck, a największym miastem Fargo.

## Historia
- 1743 – początek eksploracji obszarów przez Francuzów (Louis-Joseph Vérendrye i François Vérendrye);
- 1803 – obszar przeszedł na własność Stanów Zjednoczonych jako część Luizjany po jej zakupieniu od Francji;
- 1804–1806 – Meriwether Lewis i William Clark penetrują tereny;
- 1812 – powstała Pembina (pierwsze stałe osiedle białych, wybudowane przez Szkotów i Irlandczyków);
- 1818 – zakupienie od Wielkiej Brytanii północno-wschodnich terenów obejmujących części dzisiejszych Dakoty Północnej i Dakoty Południowej;
- 1823 – Pembina przeszła na własność Stanów Zjednoczonych;
- 1832 – parowiec „Yellowstone” jako pierwszy statek wpłynął rzeką Missouri w głąb Dakoty;
- 1861 – utworzenie Terytorium Dakoty;
- 1871 – do Dakoty dotarła pierwsza linia kolejowa ułatwiając dotarcie licznych osadników;
- 1877 – podzielenie Terytorium Dakoty na dwie części – południową i północną;
- 1879–1886 – „boom” osadniczy przyciąga ponad 100 tys. migrantów, w większości farmerów[8];
- 2 listopada 1889 – przyjęcie Dakoty Północnej do Unii (jako 39. stanu); tego samego dnia do Unii została przyjęta Dakota Południowa;
- 1905–1920 – kolejny „boom” osadniczy, zwiększa populację ze 191 tys. do 647 tys.; wielu z nich było Norwegami i Niemcami[8].

## Geografia

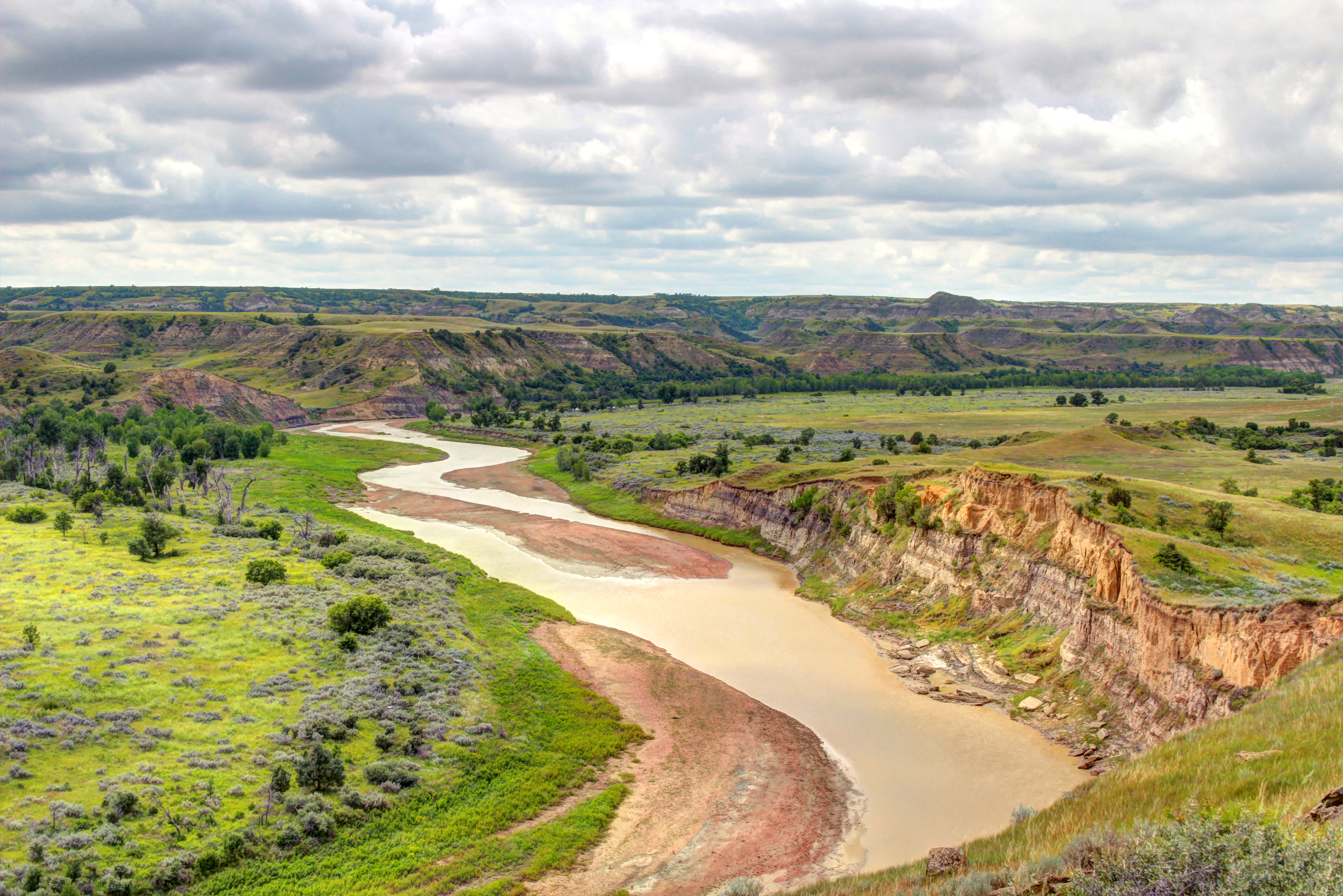
Krajobraz Parku Narodowego Teodora Roosevelta

- Klimat: kontynentalny ciepły, suchy; gorące lato, mroźna zima; opady roczne około 500 mm
- Główne rzeki: Missouri, Red River
- Największe jezioro: Sakakawea (1240 km²)
- Najwyższy szczyt: White Butte (1069 m n.p.m.)
- Liczba hrabstw: 53 (lista)
- Liczba parków stanowych: 18
- Strefy czasowe: UTC-6:00, UTC-7:00

Dakota Północna jest czwartym najmniej zaludnionym stanem w kraju; mniej mieszkańców mają tylko Alaska, Vermont i Wyoming. 

### Miasta
Na terenie stanu Dakota Północna znajduje się 356 miast (city), w tym jedno o liczbie ludności przekraczającej 100 000, 9 powyżej 10 000 mieszkańców, a 50 powyżej 1000 mieszkańców (2021 r.).
Lista miast zamieszkanych przez 1000 lub więcej osób (2021 r.):

- Fargo (126 748)
- Bismarck (74 138)
- Grand Forks (58 781)
- Minot (47 789)
- West Fargo (39 487)
- Williston (27 332)
- Dickinson (25 167)
- Mandan (24 447)
- Jamestown (15 750)
- Wahpeton (7943)
- Devils Lake (7182)
- Valley City (6559)
- Watford City (5866)
- Lincoln (4334)
- Grafton (4139)
- Horace (3358)
- Beulah (3038)
- New Town (2749)
- Rugby (2517)
- Casselton (2459)
- Stanley (2392)
- Hazen (2273)
- Bottineau (2197)
- Lisbon (2190)
- Tioga (2062)
- Carrington (2053)
- Langdon (1884)
- Oakes (1798)
- Mayville (1783)
- Hillsboro (1677)
- Harvey (1606)
- Garrison (1432)
- Bowman (1430)
- Park River (1412)
- Mapleton (1374)
- New Rockford (1356)
- Surrey (1336)
- Washburn (1298)
- Burlington (1259)
- Larimore (1245)
- Cavalier (1238)
- Rolla (1186)
- Cando (1105)
- Thompson (1101)
- Ellendale (1085)
- Velva (1067)
- Crosby (1061)
- Linton (1058)
- Hettinger (1051)
- New Salem (1011)

## Demografia

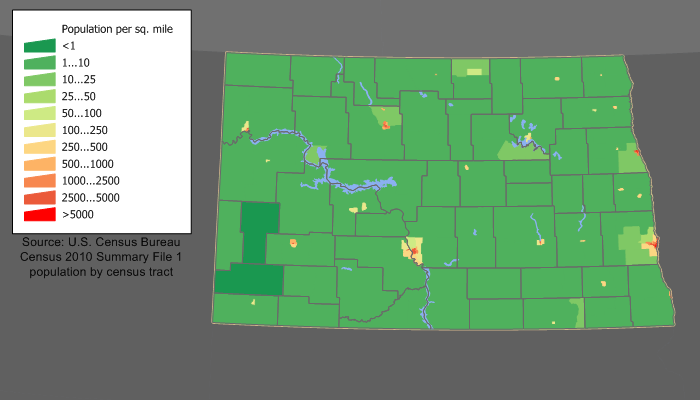
Gęstość zaludnienia w Dakocie Północnej

Spis ludności z roku 2020 stwierdza, że stan Dakota Północna liczy 779 094 mieszkańców, co oznacza wzrost o 97 503 (15,8%) w porównaniu z poprzednim spisem z roku 2010. Dzieci poniżej piątego roku życia stanowią 6,6% populacji, 24,0% mieszkańców nie ukończyło jeszcze osiemnastego roku życia, a 16,1% to osoby mające 65 i więcej lat. 48,6% ludności stanu stanowią kobiety.

### Rasy i pochodzenie
Według danych pięcioletnich z 2023 roku, 83,9% mieszkańców stanowiła ludność biała (82,5% nie licząc Latynosów), 5,3% miało rasę mieszaną, 4,5% to rdzenna ludność Ameryki, 3,2% czarnoskórzy lub Afroamerykanie, 1,6% Azjaci i 0,14% to Hawajczycy i mieszkańcy innych wysp Pacyfiku. Latynosi stanowili 4,5% ludności stanu.
Do największych grup należały osoby pochodzenia niemieckiego (35,1%), norweskiego (21,4%), irlandzkiego (7%) i angielskiego (4,8%). Do innych większych grup należały osoby pochodzenia szwedzkiego (26,8 tys.), francuskiego lub francusko–kanadyjskiego (24,4 tys.), „amerykańskiego” (22,8 tys.), meksykańskiego (21,1 tys.), rosyjskiego (16,6 tys.), polskiego (16 tys.), skandynawskiego (13,6 tys.), Czipewejowie (13,0 tys.), afrykańskiego subsaharyjskiego (13 tys.), szkockiego lub szkocko–irlandzkiego (12,6 tys.), Dakotowie (11,5 tys.) i czeskiego (10,4 tys.).
2,6% populacji deklaruje pochodzenie rosyjskie, co jest najwyższym odsetkiem w Stanach Zjednoczonych (dane z 2019). Także większość Niemców pochodzi z terenów dzisiejszej Ukrainy, które w tamtym czasie należały do Imperium Rosyjskiego.

### Język
Najpowszechniej używanymi językami są:

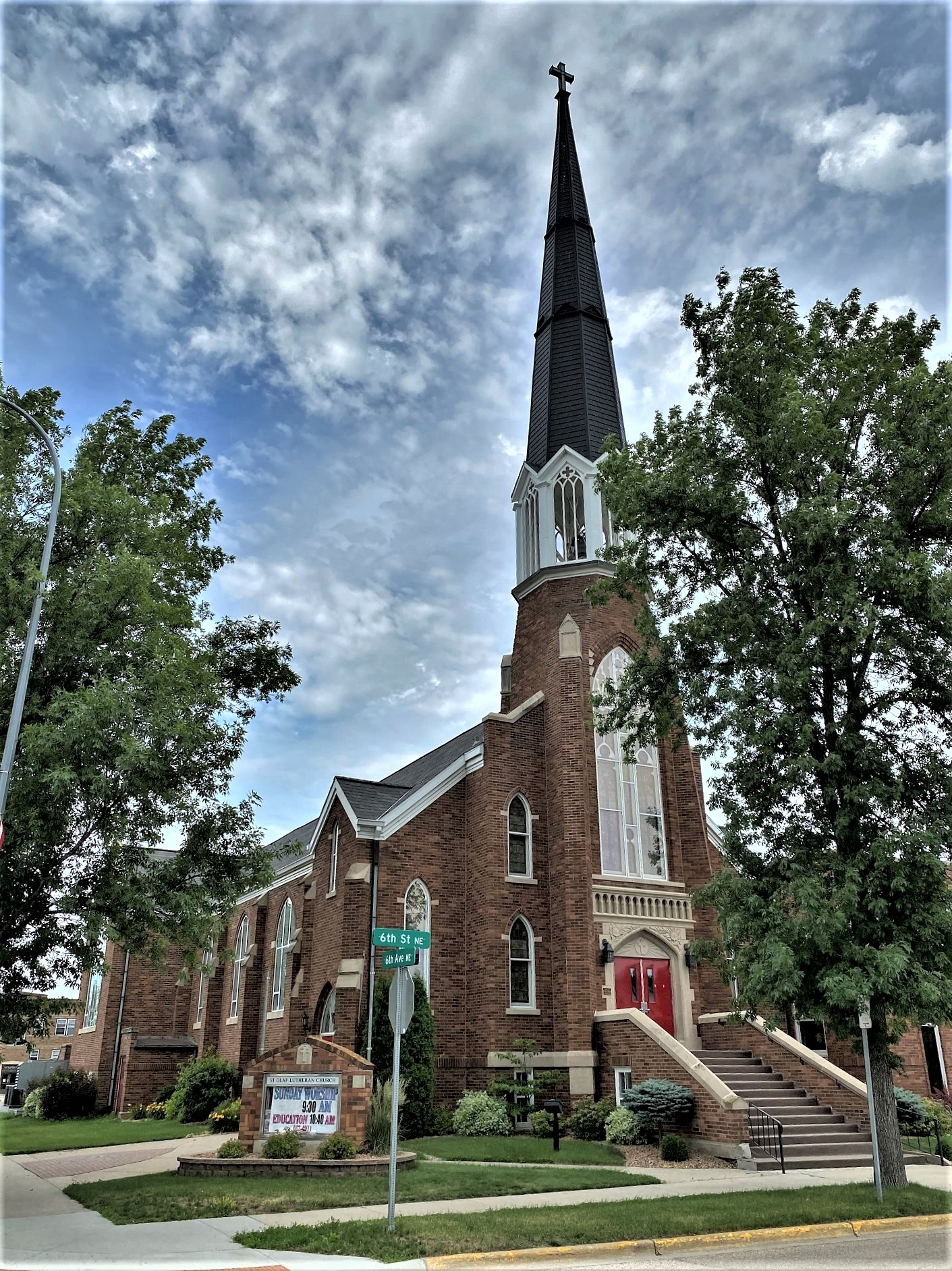
Kościół luterański św. Olafa w Devils Lake.

- język angielski – 94,86%
- język niemiecki – 1,39%
- język hiszpański – 1,37%.

### Religia
Struktura religijna w 2014 r.:
- protestanci – 51% (w większości luteranie – 27%, ale także uświęceniowcy, zielonoświątkowcy, metodyści, kalwini, bezdenominacyjni, baptyści, pietyści i wiele mniejszych grup)[16],
- katolicy – 26%,
- brak religii – 20% (w tym 5% agnostycy i 2% ateiści),
- inne religie – 3% (w tym mormoni, świadkowie Jehowy, muzułmanie, bahaici, żydzi, unitarianie uniwersaliści i prawosławni[17]).

Według The ARDA, Dakota Północna posiada najwyższy odsetek społeczności luterańskiej w Stanach Zjednoczonych. W 2020 roku pod względem członkostwa do największych denominacji należały: Kościół katolicki (164,8 tys.), Kościół Ewangelicko-Luterański w Ameryce (140,8 tys.), Kościół Luterański Synodu Missouri (18,0 tys.), Kościół Nazareński (17,6 tys.), oraz Zbory Boże (16 tys.).

## Gospodarka

### Rolnictwo
Stan jest największym w kraju producentem miodu, oraz upraw takich jak suszona jadalna fasola i fasola pinto. Stan dostarcza ponad 90% krajowej produkcji rzepaku i siemienia lnianego.
Do produktów rolnych przynoszących największy zysk należą (w nawiasach wielkość sprzedaży w 2021 roku): soja (1,8 mld $), pszenica (1,4 mld $), kukurydza (1,1 mld $), bydło (897,5 mln $), rzepak (448,7 mln $), sucha fasola (336,3 mln $), ziemniaki (217,6 mln $), buraki cukrowe (203,8 mln $), słoneczniki (192,1 mln $) i jęczmień (133,7 mln $).

### Przemysł i energia
Przede wszystkim przemysł wydobywczy (węgiel, sól, glina, piasek). Boom naftowy na polach Bakken sprawił gwałtowny rozwój stanu od 2012 roku. Dakota Północna stała się drugim stanem (po Teksasie) na liście największych producentów ropy naftowej w Stanach Zjednoczonych. Ponadto stan posiada bogate zasoby węgla i gazu ziemnego. Zachodnia część stanu posiada największe znane złoże węgla brunatnego na świecie.
Elektrownie węglowe odpowiadały za 57% produkcji energii elektrycznej w 2021 r. Pozostała część produkcji pochodziła przede wszystkim ze źródeł odnawialnych, w tym z energii wiatru (34% produkcji) i energii wodnej (5%). Gaz ziemny napędzał około 3% produkcji energii elektrycznej. Stan nie posiada elektrowni jądrowych.

## Uczelnie
- Uniwersytet Dakoty Północnej (w Grand Forks)
- Uniwersytet Stanu Dakota Północna (w Fargo)

## Symbole stanu
- Dewiza: Liberty and Union, Now and Forever, One and Inseparable (Wolność i Unia, Teraz i na zawsze, Jedność i niepodzielność)
- Przydomek: Peace Garden State
- Znaczenie przydomku: Stan Ogrodu Pokoju
- Symbole: świergotek, wiąz amerykański, dzika róża preriowa, square dance (rodzaj tańca ludowego)